# Amagi Tetsudou
Amagi Tetsudou (甘木鉄道株式会社, Amagi Tetsudō Kabushiki-gaisha), également appelée Amatetsu, est une compagnie de transport de passagers qui exploite une ligne de chemin de fer dans les préfectures de Fukuoka et Saga au Japon. Son siège social se trouve dans la ville d'Asakura.

## Histoire
La compagnie a été fondée le 11 juillet 1985. Elle commence l'exploitation de la ligne Amagi le 1er avril 1986 à la suite de la JNR.

## Ligne
La compagnie possède une ligne.
| Ligne       | Nom japonais | Terminus       | Longueur (km) | Gares |
| ----------- | ------------ | -------------- | ------------- | ----- |
| Ligne Amagi | 甘木線       | Kiyama - Amagi | 13,7          | 11    |

## Matériel roulant
La compagnie possède 8 autorails.

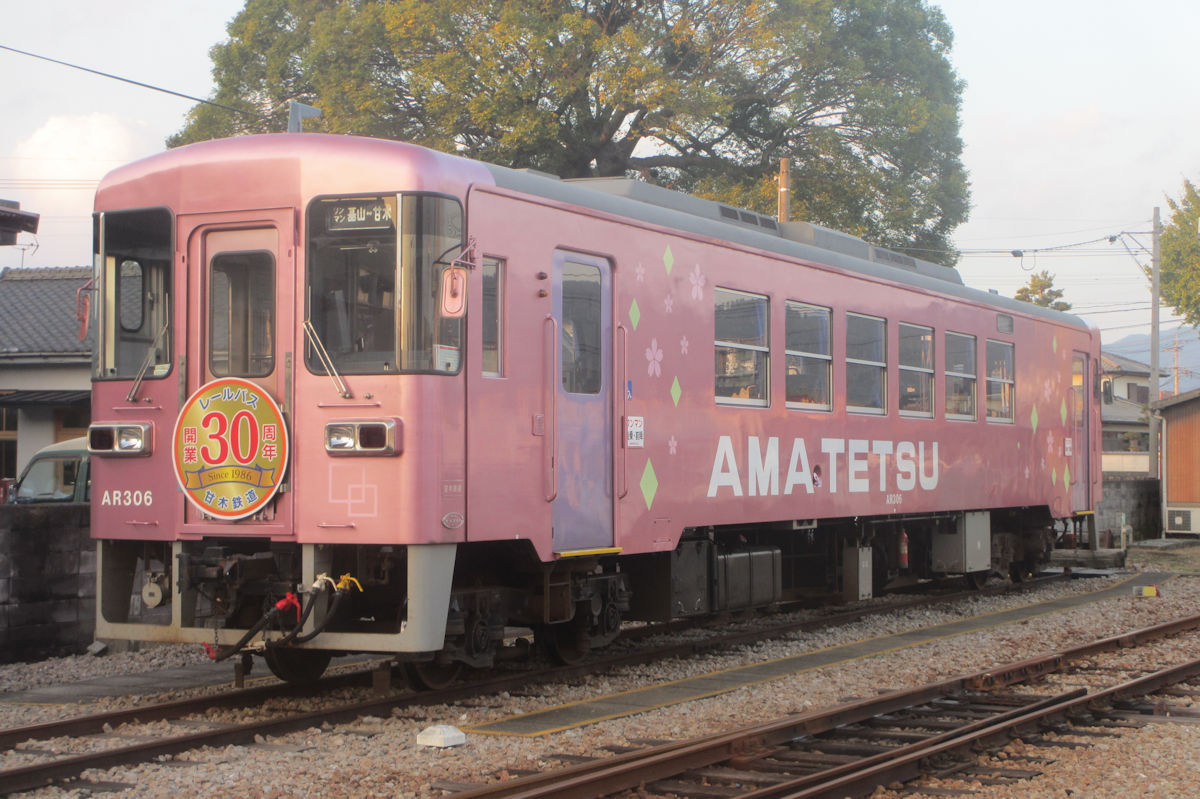
AR 300
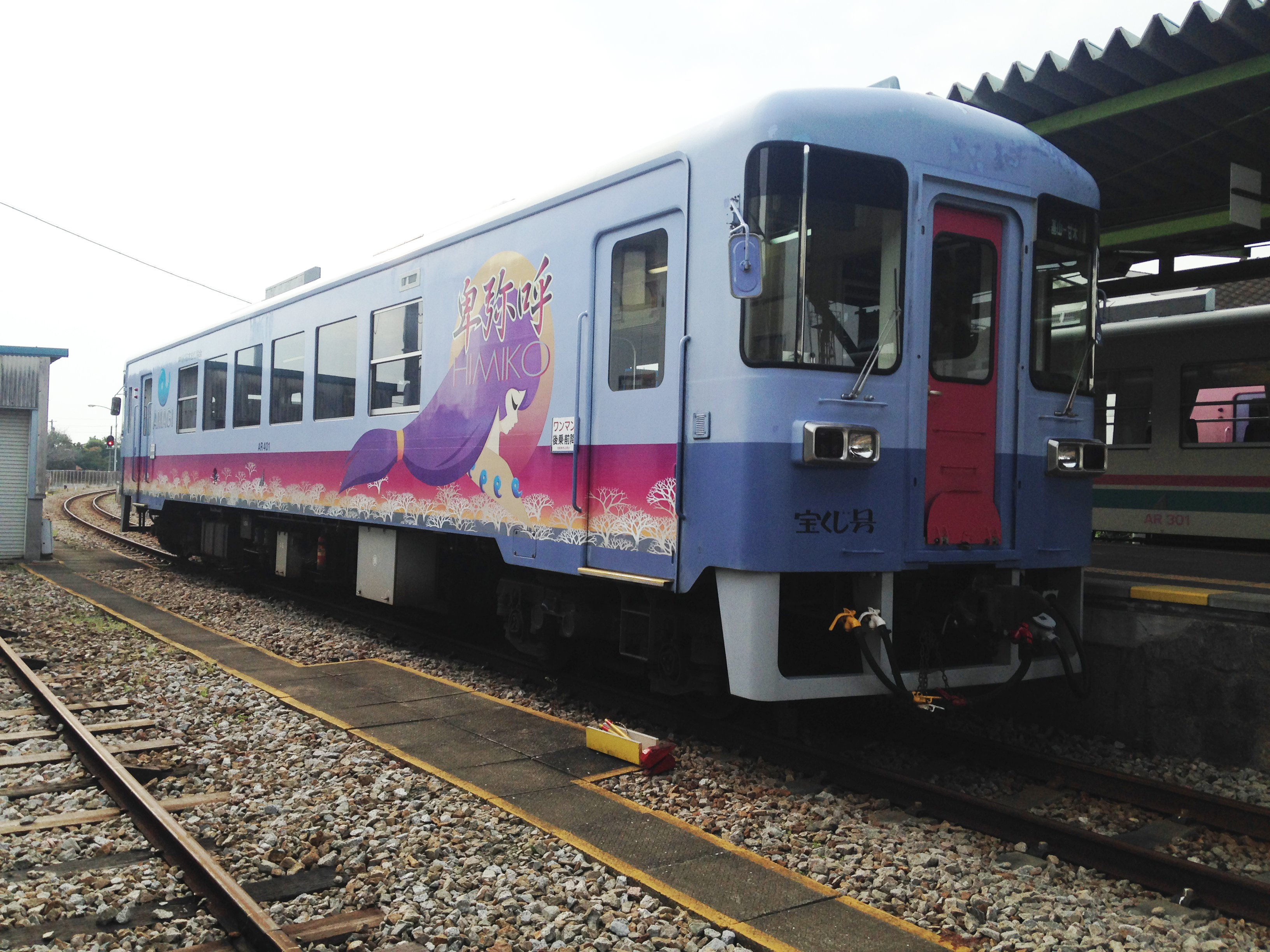
AR 400